# Villiers-sur-Orge
Villiers-sur-Orge é uma comuna francesa na região administrativa da Ilha de França, no departamento de Essonne. Estende-se por uma área de 1.78 km². Em 2010 a comuna tinha 4 631 habitantes (densidade: 2 601,7 hab./km²).